# Callipogon
Callipogon is een kevergeslacht uit de familie van de boktorren (Cerambycidae). De wetenschappelijke naam van het geslacht werd voor het eerst geldig gepubliceerd in 1832 door Audinet-Serville.

## Soorten
Callipogon omvat de volgende soorten:
- Callipogon proletarius Lameere, 1904
- Callipogon sericeus (Olivier, 1795)
- Callipogon barbiflavum (Chevrolat, 1864)
- Callipogon relictus Semenov, 1899
- Callipogon barbatum (Fabricius, 1781)
- Callipogon beckeri Lameere, 1904
- Callipogon lemoinei Reiche, 1840
- Callipogon senex Dupont, 1832